# 컴프레서 (오디오)

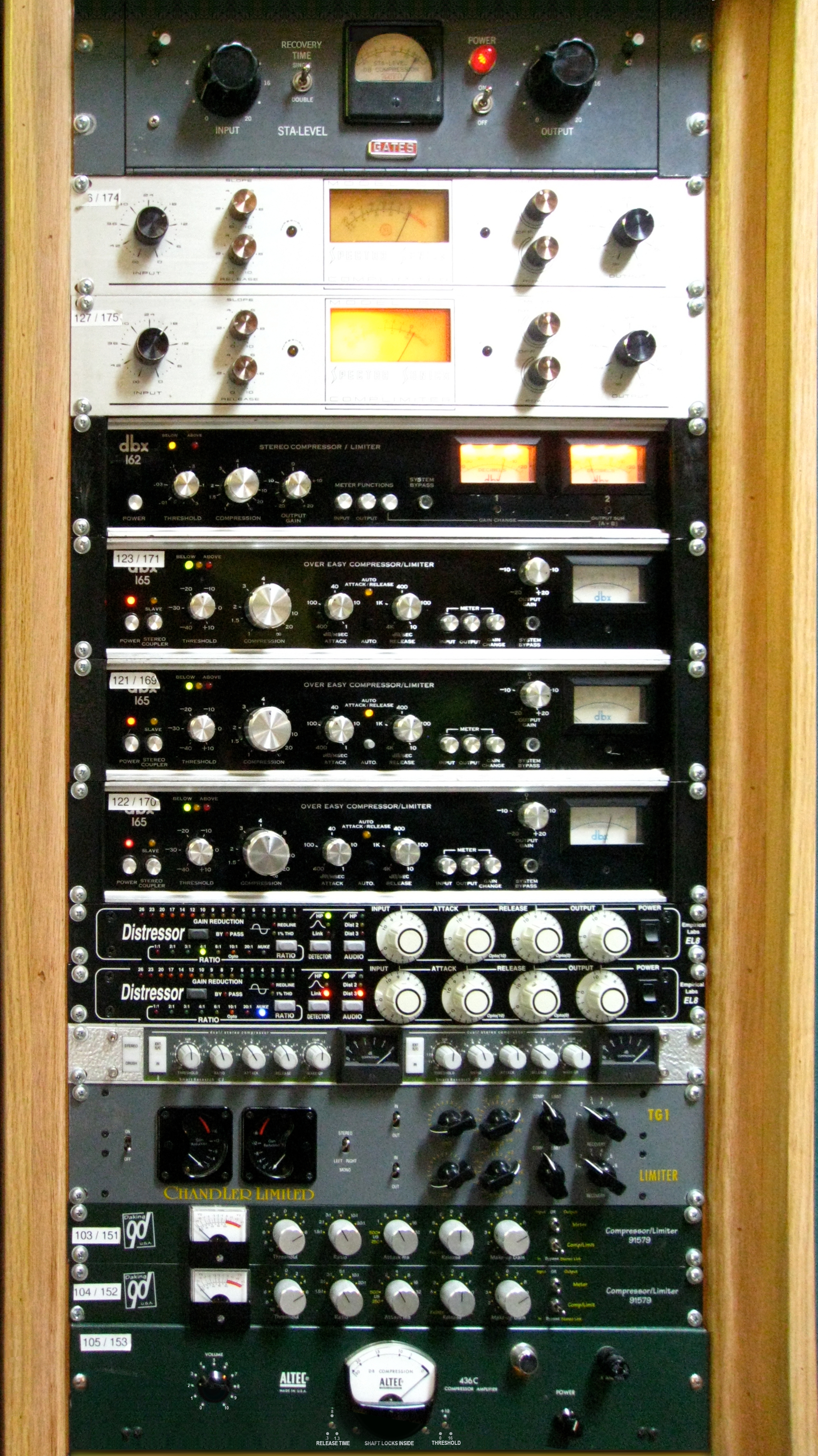
컴프레서 랙

다이나믹 레인지 컴프레서(dynamic range compressor) 또는 컴프레서 리미터(compressor limiter)는 오디오 전용 전자기기이거나 소프트웨어로 소리의 증폭을 적게 하거나 큰 소리를 줄임으로써 오디오 신호의 동적 범위를 축소시키는 장치이다. 간단히 컴프레서(compressor)라고도 한다. 컴프레서는 주로 소리의 녹음, 방송에 사용된다. 컴프레싱되는 소리의 시간적 형태를 바꾸기 위한 attack, release, ratio의 패러미터가 있다.

## 컴프레서의 구조 및 기능

### 트레숄드(threshold)
컴프레서로 들어온 신호의 크기는 특정 스레숄드 값을 넘으면 줄어들기 시작한다. 데시벨단위로 지정된다. 예를 들어 -60dB가 지정되어 있다면 -59dB 크기의 신호가 컴프레서로 들어오는 순간 크기가 줄어들기 시작한다.

### 레이쇼/비율(ratio)
스레숄드를 넘어서는 신호의 크기가 줄어드는 비율이다. 비율이 4:1이라면 -10dB로 지정된 스레숄드에 -6dB의 신호가 들어오면 최종 신호는 -9dB가 된다. 스레숄드 기준으로 4dB을 초과하였을 때 초과한 총량의 3/4 인 3dB 이 줄어드는 것이다. 이 비율이 ∞:1이 되었을 때를 가리켜 리미터라고 한다. 보편적으로 엔지니어들은 10:1 레이쇼부터 리미터라고 부르는 경우도 많다.

### 어택/릴리즈(attack/release)
다수의 컴프레서는 단순히 신호의 크기만 줄이는 것이 아니라 줄이고 다시 되돌리는 속도도 지정할 수 있다. 트레숄드를 넘은 신호가 들어오자마자 즉시 컴프레싱되어 정해진 트레숄드 레벨에 도달할때까지의 시간을 어택 페이즈(phase)라고 하고 스레숄드 값 미만으로 돌아갔을 때부터 줄였던 신호의 크기를 원상태로 복구하기까지 걸리는 시간을 릴리즈 페이즈이라고 한다. 대개 어택을 조절하는 시간단위는 milliseconds이고 릴리즈의 시간단위는 주로 seconds이다. 줄어들거나 복구되는 신호의 크기단위는 거의 대부분의 경우 10dB이다. 1ms 의 어택타임을 설정해놓으면 1millisencond 동안 신호의 크기는 10dB 줄어든다. 20dB의 신호가 줄어들기 까지는 2ms가 걸린다는 뜻이다.

## 컴프레서의 사용
역사적으로 컴프레서보다는 리미터가 먼저 사용되었다. 방송 및 공연 음향의 오버클립을 방지하기 위해 개발되었기 때문이다. 1940년대에는 지금과 전기음향회로의 디자인이 달라서 조금이라도 수용할 수 있는 신호의 크기범위를 벗어나면 고장나는 경우가 태반이었다. 따라서 방송이나 공연음향장비의 최종에는 항상 리미터가 걸려있어서 이후의 경로진행에서 오작동이나 고장을 방지하였다. 이후 멀티트랙 레코딩 시대가 열리면서 점점 개별적인 신호에도 쓰면 효과가 있다는 것이 발견되어 음반 제작에 사용하기 시작한다. 보컬, 베이스 기타, 드럼, 전기 기타 등 신호의 종류에 따라 적합한 컴프레서의 종류는 대개 시대별로 개발된 증폭 축소 회로에 따라 나뉘는 경우가 많다. 현재까지도 음향 레코딩장비의 디자인은 당시의 회로디자인에서 크게 벗어나지 않거나 당시의 기술을 그대로 계승한 모델이 많다. 게다가 과거의 회로의 타입을 모두 재현할 수 있도록 하여 어떤 신호에도 적합할 수 있도록 디자인된 것도 있다.

## 컴프레서의 시대별/회로별 종류

### Vari-Mu 리미터

#### 페어차일드 660/670 리미터
페어차일드(Fairchild) 660/670 리미터는 2차세계대전 중에 개발되어 1950년대 초에 선보였다. 최초의 용도는 방송송출용 리미터이다. 페어차일드 670 리미터는 현존하는 컴프레서/리미터 중 가장 고가장비 축에 속한다. 오리지널 670의 가격은 대략 3~40,000불 정도이다. Variable Mu 방식은 컴프레서에서 가장 핵심이라 할 수 있는 음량 축소 회로가 진공관인 방식이다. 이후 컴프레서 회로에서 등장하는 별도의 피드백과 리덕션 방식처럼 복잡하지 않고 고전압 푸시풀 증폭 회로(push-pull amplifier)를 거친 단일 오디오 신호 상에 직접 음량변화가 일어나는 방식이다. 그 Vari-Mu 진공관을 리모트 컷오프 튜브라고도 하는데 페어차일드 670에는 General Electric 6386 음극선관(cathode-ray tube)을 사용하였다.
이 방식의 특징은 첫 번째로 이미 정해진 Attack/ Release을 동시에 정하는 프리셋(preset)이 있다는 것이다. 각 단계별 어택타임과 릴리즈 타임에 따라 동일한 리덕션을 보여주는 것이 아니고 서로 개성있는 모양새를 보여준다는 것이다. 그 이유는 게인리덕션이 비선형적인 튜브회로인 점과 디스크릿(discrete) 로터리스위치마다 각기 다른 저항과 캐퍼시터(capacitor)라는 점 때문이다. 익히 알려진 페어차일드의 부드러운(smoothness)한 성격과는 달리 가장 빠른 어택/릴리즈 프리셋으로 두면 상당히 빠른 어택 리덕션을 느낄 수 있다.
두 번째로는 스레숄드를 넘는 양에 따라서 축소 비율이 점점 높아지고 Vari-Mu 튜브 회로 특성상 게인리덕션이 높아질수록 독특한 디스토션이 발생한다는 점이다. 디스토션은 원래 시그널에는 없는 하모닉스를 발생시키는 것이기 때문에 670리미터를 거칠게 통과한 오디오 신호는 특유의 톤이 입혀진다. 스레숄드와 인풋 신호의 크기에 종속되는 리덕션 비율에 의해 시간상(time-domain) 엔벨롭(envelope)의 특별한 변화도 생기고 튜브 회로 특성상 발생하는 디스토션 덕에 주파수상(Frequency-domain)에서의 특별한 변화도 동시에 일어나는 것이다.

#### RCA BA-6A
RCA 케이블 규격이름이 존재하듯이 당시 RCA는 수많은 레코딩 디바이스들을 발명하고 개발하는데 중요한 역할을 했다. 그 중 BA-6A는 오늘날 재조명 받고 있는 리미터이다. 스테레오 페어차일드 670의 부피와 무게도 상당했는데 이것은 모노채널임에도 상당히 컸고 조작은 단순하였다. 내부는 거대한 트랜스포머와 수많은 진공관 덩어리들로 이루어져 있었고 바이어스(bias)전압 조절을 위한 나사 저항등이 달려있었다. 이 기계도 Vari-Mu 방식이지만 페어차일드670의 스타일과는 약간 다르다. 페어차일드도 디스토션이 특징이긴 하지만 그래도 독특한 리덕션 커브에 비중이 맞추어져 있었다고 할 수 있다. 그런데 비해 이것은 리미트 오프 기능이 있는 디스토션머신으로서의 가치가 더 컸다는 것이다. 여기서 말하는 디스토션이란 전기기타 오버드라이브(overdrive)의 찌그러지는 심한 디스토션이 아니라 없던 하모닉(harmonics)이 비선형적으로 발생하는 소리이다. 90년대 중 후반 BA-6A의 이러한 가치가 재조명되어 튜브 디스토션에 대한 엔지니어들의 관심이 커지게 되었다. 요즘은 튜브 디스토션만을 위한 장비들이 꽤 나와있다. Thermionic Culture Culture Vulture 또한 BA-6A의 기능을 이어받는 디스토션 전용 머신이라고 볼 수 있다.

#### Gates STA-Level
또 하나의 모델은 좀 덜 알려지긴 했지만 Gates 라는 회사의 STA-Level이라는 리미터이다. 마찬가지의 50년대 Vari-Mu 푸시풀 앰프이고 6386인리덕션 튜브도 썼으나 콘트롤이 매우 단순했다. 두가지의 Recovery time(릴리즈) 만 선택가능한 모델이다. 하지만 LA-2A가 개발되기 이전까지 스무스니스의 대명사는 STA-Level이었다. 페어차일드의 디스토션 캐릭터만큼 매력있다고 알려지진 않았지만 간단하게 부드러운 톤을 만들어주는 기계이다.

#### 기타 Vari-Mu 리미터들
넘어가서 Vari-Mu 방식의 요즘 출시되는 컴프레서들을 나열해보자면 페어차일드 670 모델의 오리지널 부품을 사용해서 그대로 복각한 ADL670/660, Fairman TMC, EAR660, Mercury66 등이 있고 가격 또한 오리지널 못지않게 높다. 같은 방식이지만 현대적으로 재해석한 제품들을 열거해보면 Manley Vari-Mu, Chandler Zener Limiter, Pendulum ES-8, Giraf Audio Gyratec X, Drawmer 1960/1969 등이 있다. 눈여겨 볼 만한 점은 챈들러 제너 리미터는 튜브도 전혀 들어가지 않은 EMI TG콘솔 복각 모델인데 670 모드 또한 지원하고 있다는 것이다. 그리고 최근에 ATS-1으로 많은 이슈를 낳고 있는 ANAMOD에서는 아날로그 회로만으로 페어차일드670을 에뮬레이션한 AM670모델을 출시하여 관심을 끌고 있다. 이것은 회로자체를 복각한 것이 아니지만 관심있게 지켜볼 만한 제품이다.

### Electro-Opto 레벨링 앰프
컴프레서 역사상 가장 유명한 인물은 빌 풋넘(Bill Putnam)이다. 현재 Universal Audio가 있게 한 장본인이다. 그가 텔레트로닉스(Teletronix) 시절에 디자인했던 컴프레서가 바로 유명한 LA-2A이다. 옵토컴프레서는 LA-2A에서부터 유래한 것이라고 볼 수 있다. 옵토컴프레서의 핵심은 옵토셀이라는 회로이다. 그것은 서로 마주보는 광다이오드와 LED, 즉 그것은 전기적으로 완전히 독립된 상태로 신호를 주고 받을 수 있는 장치이다. 이 옵토셀을 게인리덕션 회로에서 이용한 것이 옵토 컴프레서이다. LA-2A의 아웃풋 게인 앰프만 진공관이다. 인풋 신호의 피드백이 옵토셀을 통해 리덕션을 제어하는 구조이다. 릴리즈 타임(release time)이 인풋 시그널의 크기에 종속된다는 점은 Vari-Mu 계통과 비슷하다. 어택 타임은 적당히 느리게 고정되어 있다. 인풋시그널이 들어오는 속도에 따라서, 레벨에 따라서 릴리즈가 유동적으로 움직여 웬만한 신호에 적당히 다 어울리는 스무스한 리덕션을 보여준다. 자연스럽고 부드러운 컴프레서의 대명사가 된 이유이다. 대다수 엔지니어들은 보컬에 LA-2A를 선호한다. 자연스럽고 부드러운 동작의 이면에는 또 다른 모습이 있는데 아웃풋 게인 스테이지를 오버로드 시키면 신호에 따뜻함(warmth)가 대폭 증가되는 식으로 왜곡이 온다는 점이다. 또 하나의 숨겨진 기능은 후면 바이어스(bias) 컨트롤에 따라 리덕션 회로로 들어가는 신호에 대해 하이패스필터(high-pass filter)처럼 적용되어 소스 컨디션을 보정하는 용도로 쓸 수 있다는 점이다. 예를 들어 특정 저음역대가 부풀어있는 베이스 음색의 경우 이 기능을 사용하여 좋은 컨디션으로 해결할 수가 있다. 몇 가지 커스텀 모디파이 버전에서는 이를 전면 컨트롤로 뽑아낼 수 있도록 하는 경우도 있다.
이 방식으로 만들어진 컴프레서로는 일단 유명한 Tube-Tech CL-1B가 있다. UA에서 Teletronix 복각제품을 생산하기 전까지만해도 LA2A를 제대로 계승했다고 여겨지는 컴프레서는 CL1B였다. 인풋게인, 아웃풋 게인, 컴프/리미터 스위치 밖에 없는 단순한 오리지널 LA-2A와 다르게 어택, 릴리즈, 레이쇼를 모두 조절할 수 있도록 하였고 오리지널보다 더욱 부드러움을 강조하여 수많은 팝음반에 사용되었다. 이 외에도 Teletronix(이후엔 UREI)에서 LA-2A의 후속모델로 출시했던 LA-3A도 있다. 마찬가지의 옵토 컴프레서지만 아웃풋 게인 앰프를 튜브에서 솔리드스테이트(solid-state)로 변경하여 가격도 낮아지고 부피도 줄어든 모델이다. 소프트한 리덕션을 가진 채 좀 더 타이트한 효과를 얻고자 할 때 LA-2A보다 선호하는 경우도 있다. 이들 이외에 기타 옵토 튜브 컴프레서를 나열하자면 Lazy Lizard Lazy-2A, Summit Audio TLA-100, Manley ELOP, Buzz Audio SOC-20, Pendulum OCL-2, ADL 1500, Shadow Hill Optograph 500, ACME XLA-3 등이 있다. 다들 옵토방식이지만 생각보다 용도가 다양하다. 소프트 스무드니스를 바탕으로 아주 자연스러운 버스컴프레서 역할로 유명해진 모델도 있다. Manley ELOP과 Pendulum Audio OCL-2가 그런 경우이다. 소프트웨어 플러그인들은 다양한데 특별히 하드웨어를 복각했다는 티가 나는 모델을 제외하면 보편적인 Waves Renaissance Compressor에 Opto mode가 있다. Logic Studio기본 플러그인 중 Compressor에도 opto 스타일을 고를 수 있는 모드가 있다.

### Discrete Class-A 피드백 컴프레서

#### Neve의 디스크릿 회로 토폴로지
진공관을 사용한 장비들이 대세를 장악하고 있을 무렵, 레코딩 장비계 전체의 전설 루퍼트 니브(Rupert Neve)는 이제 막 개발된 트랜지스터를 사용하여 진공관 제품을 대체하는데 주력하고 있었다. 1066 마이크로폰 앰프 채널을 시작으로 그 유명한 1073, 1081등의 채널과 결합되는 니브 80시리즈 콘솔(console) 등, Discrete Class A 증폭 기술을 활용한 트랜지스터 앰프로 주가를 올렸다.
디스크릿 클래스 A라 하면 니브 채널을 떠올리게 되는데 디스크릿(discrete)은 말그대로 분리되어 있다는 뜻이다. 가령 인풋게인이나 아웃풋게인의 양을 조절하는 노브(knobs)가 디스크릿이라면 가변저항(Potentiometer)가 아니라 각기 다른 옴수를 가진 저항으로 연결되는 로터리 스위치라는 말이 된다. 가변저항은 변화가 연속적이다. 연속적으로 변한다는 뜻이고 실제 아날로그 전기 부품이기 때문에 저항값의 변화가 세월이 지나거나 유지보수의 문제에 따라 일정하지 않을 가능성이 크다. 또한 가변저항이 일반 세라믹 저항보다 음질이 좋지 않다는 가정도 있을 수 있다. 따라서 디스크릿 회로디자인은 보다 정확한 음질에 이상적인 써킷 토폴로지(circuit topology)인 것이다. 니브 1073류의 채널 이퀄라이저(equalizer)들은 각 밴드의 주파수와 게인량을 미리 정해진 디스크릿 로터리로 조작하도록 되어있다.
디스크릿 뒤에 따라붙는 Class A라는 것은 증폭기 디자인의 종류 중 하나이다. Class A, Class B, Class AB, Class C, D 등 여러 가지 앰프 회로 디자인에 따라 종류를 나눈 기준이다. 그 중 클래스A는 가장 기본적이고 단순한, 그래서 증폭 효율이 다른 클래스에 비해 낮은 앰프 디자인이다. 클래스 B와 같은 것은 효율은 좋지만 시그널 디스토션이 생기는 비율이 매우 높다. 그리하여 클래스 A와 B를 조합한 것이 푸시 풀 앰프 디자인이다. 서로 반대로 왜곡된 증폭 시그널을 합쳐줌으로써 왜곡율을 낮추고 효율도 높이는 디자인이다. 클래스 AB는 주로 모니터 스피커용 파워 앰프 디자인에 사용된다. Class A는 마이크로폰 프리앰프 디자인에 주로 쓰이는 기술이다. 주로 FET나 진공관 등 아주 단순한 회로만으로 전류량의 흐름에 따라 증폭시키는 기술이다. 이후 API나 Studer 채널에서 사용되는 정교한 OPAMP 디자인과는 다른 아주 초창기 증폭 기술이라는 것을 알아둬야한다. 다만 루퍼트 니브는 이 클래스 A에서 뛰어난 소스를 뽑아내는 회로를 개발한 것이다. BA283 앰프 섹션이 아마도 그런 대표적인 클래스A응용 기술일 것이다. 그러한 니브의 채널앰프 디자인이 콘솔을 개발할 때 역시 마스터 섹션 리미터에도 적용되어 디스크릿 클래스A 리미터라는 말이 붙은 것이다.

#### Neve 2254E
1969년, 그렇게 개발된 것이 2254E 컴프레서/리미터이다. 2254는 기본적으로 시그널이 게인의 변화를 주는 섹션을 지나서 다시 게인컨트롤 섹션에 영향을 주는 피드백 방식이었다. 2254의 특징은 총 4개의 트랜스포머로 가득한 게인스테이지 덩어리라는 것이다. 일단 인풋 게인 스테이지에서 첫 번째 트랜스포머가 들어온 신호에 색을 칠한다. 그 다음 신호는 게인 리덕션 유닛으로 넘어오는데 니브만의 다이오드 브릿지(diode bridges)방식은 사실 레벨 효율이 매우 떨어지는 방식이었다. 게인 리덕션 유닛을 지난 신호는 인풋신호에 비해 거의 40dB 가까이 떨어진채 두 번째 트랜스포머의 색을 묻힌 후 니브의 전매특허 BA283 아웃풋 앰프로 들어가게 된다. BA283에 포함된 총 세 번째 트랜스포머를 지나 원래의 라인신호 레벨을 되찾은 신호는 엔지니어 마음에 따라 리미터 사이드체인으로 들어가거나 말거나 중에 하나를 택한다. 리미터까지 들어가면 총 4개의 트랜스포머를 거치게 되는 것이다. 그로 인해 2254는 다른 기종에 비해 낮은 노이즈 대 시그널 비율을 가지고 있다. 그리고 특유의 색깔도 매우 독특하다. 이것이 2254만의 매력이다. 게인리덕션의 성향은 비단같은 스무스함을 가지고 있다. 다양한 신호에 대해서 레벨 컨트롤도 자연스러운 편이다. 그렇지만 트랜스포머 덩어리와 BA283 앰프의 색을 잔뜩 입혀주었기에 여전히 클래식 컴프레서로서의 가치를 이어나가고 있는 것이다. 기본적으로 느린 편인 어택은 고정되어 있다. 2254는 대표적인 피드백타입 컴프레서로 불리는 만큼 반응이 느린 컴프레서이다. 릴리즈를 자동으로 놓으면 릴리즈타임뿐만 아니라 어택타임까지 시그널에 맞추어 속도가 자동으로 조절된다. 자연스러운 스무스니스는 바로 오토 세팅에서 나오는 것이다. 하지만 트랜지언트 소스의 경우에는 다이나믹 디스토션이 생길 가능성이 크다. 다이나믹 디스토션 효과를 얻고자 한다면 그렇게 쓸수도 있지만 펀치감이 파괴될 수도 있으니 주의해야 한다.

#### Neve 33609
2254의 디자인을 그대로 이어받은 후계자가 바로 33609이다. 대다수 방송국마다 33609가 많이 설치 되어있는 것을 볼 수 있다. 부드러운 리미팅 능력 덕에 전세계 방송국 마스터섹션에 언제나 위치하게 된 것이다. 33609는 믹스버스에서도 좋은 능력을 발휘했다. 80년대에 SSL VCA컴프레서가 모든 표준을 장악하기 전까지는 33609가 마스터 섹션에서 역할을 주로 하였다. 물론 요즘도 엔지니어 취향에 따라 믹스버스에서 많이 사용되지만, VCA 컴프레서들처럼 아주 세밀하지는 않고 적당하게 부드럽다.

#### 기타 디스크릿 클래스A 컴프레서
생각보다 디스크릿 클래스 A 컴프레서는 종류가 많다. 빈티지 시절에는 2254와 33609만으로 거의 좁혀진다. 다만 놀랍게도 API 클래식 콘솔용 525컴프레서 또한 2254와 비슷한 류의 Discrete 피드백 컴프레서이다. 성향도 유사한 점이 많이 있어서 API 매니아들 사이에서는 독보적인 위치를 차지하고 있다. 요즘에 와서 개발된 API 2500 VCA 컴프레서는 기본의 VCA 디자인에 525의 피드백 디자인도 포함시켜서 다목적으로 설계한 컴프레서이다. 다시 돌아가 33609가 버스 컴프레서로 주가를 올린 것에 대한 반증으로 33609를 벤치마킹하는 컴프레서들이 상당히 많이 있다. 생긴 것은 전혀 33609와 다른 경우도 많지만 나열해보자면 Cranesong STC-8, Cranesong Trakker, Vintech 609CA, Elysia Alpha Compressor, Chandler LTD2, Airfield Audio Liminator1/2, 등이 있다.

### FET 컴프레서(1176L/N)
Electro-Opto 컴프레서도 LA-2A로부터 유래한 것처럼 FET 컴프레서로 칭해지는 것도 대부분 UREI 1176의 회로를 흉내낸 것들이다. 위에 앞서 설명한 LA-2A의 개발자 Bill Putnam을 다시 살펴봐야한다. United Recording Electronics Industries 줄여서 유레이는 빌 풋넘이 처음 세웠던 세가지 회사 중에 하나였다. 나머지는 Studio Electronic, Universal Audio. 610 튜브 콘솔을 만들어내었고 이후 LA-2A와 마찬가지로 1176 L/N 또한 그의 작품이다. 이전의 LA-2A의 옵토셀은 스무스하지만 다이나믹함을 살리기에는 조작이 너무 단순했다. 옵토셀을 대신하여 FET(Field Effect Transistor)를 사용한 덕에 게인리덕션 유닛을 컨트롤 할 수 있게 한 것이다. 결과적으로 어택타임과 릴리즈 타임, 레이쇼를 통해 조절할 수 있는 가능성이 높아진 다용도 컴프레서가 되었고 오디오 신호와 게인리덕션 제어 신호간의 관계가 피드백 타입인 컴프레서 중에서는 정확하게 작동하는 최초의 컴프레서가 되었다.
1176은 활용도가 높다. FET 특유의 고속 반응 또한 매력이지만 어떠한 종류의 시그널도 가리지 않고 원하는 대로 결과를 보여준다. 빈티지나 부티크 매니아가 아니더라도 웬만한 녹음실에서 1176계열 컴프레서가 없는 광경은 찾아보기 힘들다. 그만큼 전세계 보편적으로 많이 쓰인 컴프레서였던 것이다. 80년대에 피드 포워드 VCA 컴프레서가 등장하기 전까지는 드럼과 같은 퍼커시브 계열의 소스들은 주로 1176을 통해 가공되었다. 깔끔하고 날이 선 결과물을 만들수 있는 컴프레서지만 그럼에도 과거 아날로그 회로들의 특성을 가지고 있었다. 그 중 매우 특수한 경우가 바로 RATIO 버튼이다. 최초의 1176은 오직 4가지의 레이쇼만 선택할 수 있도록 디자인되어 있었는데 80년대 초반 몇몇 도전정신 강한 엔지니어들이 이것을 한꺼번에 누르는 치트를 발견하였다. 그도 가능했던 것이 각 레이쇼 버튼 별로 별도의 저항이 연결되어 있는데 저항을 거쳐 게인 리덕션 유닛을 가는 경로가 마지막 저항에 있는 것이 아니라 중간에 위치하고 있어서 한꺼번에 저항이 연결되었을 때 역으로 흐르는 경로가 생겼기 때문이다. 일단 이 꼼수를 쓰게 되면 시그널에 더 많은 디스토션이 생기고 어택타임과 릴리즈 타임 양상이 원래의 색감과 전혀 다르게 엄청난 속도로 작동한다. 기존의 사용자들은 일반적인 리미터 모드 아니냐고 반문하는데 이것은 게인리덕션 회로의 성격 자체가 변하는 회로상의 버그이다. 이 기능아닌 기능 덕에 1176은 제 2의 전성기를 맞이하게 되었다. 또 하나의 질감의 경로는 아웃풋 트랜스포머이다. 룬달 트랜스포머가 최종 출구에 사용되어 만들어내는 1176만의 색감이 있었던 것이다.
요즘에 1176을 재현하는 컴프레서들은 매우 많다. 과거의 스키매틱 대로라면 오히려 VCA 컴프레서가 더욱 만들기 쉬운 편이지만 1176이 커버할 수 있는 소스의 범위가 워낙 넓었기 때문에 여전히 1176 한대면 OK 라고 하는 엔지니어들이 많다. 그런 와중에 빈티지 1176들은 리비전(revision)에 따라 전혀 소리가 다르기 때문에 빈티지들의 가격도 천차 만별이고 용도에 적합한 모델을 찾기 힘든 경우가 있다. 빈티지 1176의 명성을 재현하려는 컴프레서들을 나열하면 Purple Audio MC77, Daking FET, Chandler Germanium Compressor, Drawmer 1968(아웃풋 스테이지는 튜브지만 게인리덕션은 FET), Universal Audio 1176L/N(레트로), Alta Moda Unicomp 등이 있다. 플러그인들은 UAD 1176, 최근 Waves CLA-76, Softube FET Compressor, BombFactory bf76이 유명하고 그외에도 수많은 플러그인들이 1176의 이름값이라도 빌리고자 노력 중에 있다.

### VCA Feed-forward 컴프레서

#### dbx 160 컴프레서
70년대에 프로 오디오 업계에 새롭게 떠오른 업체인 dbx사는 최초에 노이즈 제거 기술과 라우드 스피커 매니지먼트 기술로 레코딩에만 치우치지 않고 전반적인 사운드 리인포스먼트까지 관련된 제품들을 생산하였다. dbx가 처음 개발했던 기술들 중에 가장 중요하게 여겨지는 기술이 효과적인 VCA이다. Voltage Controlled Amplifier 즉 전압 제어 증폭기라고 하는 집적회로를 매우 정확한 음량 제어에 사용할 수 있는 기술을 dbx가 개발해 내면서 그 이전에는 컴프레서 관련 제작사 독자적으로 개발되었던 피드백회로를 더욱 정확한 피드 포워드 방식으로 표준화시킬 수 있게 된 것이다. dbx는 완성된 제품뿐만아니라 IC나 회로 부품도 생산했었는데 그 중에 dbx 202 VCA칩이 각종 컴프레서나 레코딩 콘솔의 초기 오토메이션 시스템에 필요한 사양을 표준화시키는데 중요한 역할을 하게 되었다.
1976년, 드디어 dbx는 202 VCA를 사용한 혁명적인 컴프레서 160을 내놓게 된다. VCA 이외에도 RMS 디텍터(detector) 회로를 사용한 최초의 Feed-Forward Gain Reduction 컴프레서라는 것이 포인트이다. 160이 등장하기 이전까지는 게인 리덕션이 일어나는 레벨링 앰프를 이미 통과한 오디오 신호에서 스레숄드를 지정하였다. 그것이 피드백 타입의 게인리덕션 회로인데 이 경우 완벽한 신호 크기 예측이 힘들어지는 단점이 있다. 160에서는 새로운 피드 포워드 방식을 통해 애초에 인풋 시그널에서 별도로 나뉜 신호가 사이드체인으로 들어가게 만든다. 피드백 방식보다 훨씬 신호의 다이나믹이 예측가능하도록 한 것이다. 모든 결과물마다 정확함을 보여준 dbx 160은 곧바로 업계의 표준이 되었다. 80년대에 접어들면서 스튜디오들마다 160을 모두 구비하게 되었고 80년대의 디지털 사운드에 딱 어울리는 결과물들을 보여주었다. 다만 2000년대 전후로 레코딩업계에서는 다시 빈티지 컴프레서에 대한 수요가 늘었고 세계적인 믹싱 추세가 바뀜에 따라 dbx의 아성은 조금씩 무너지기 시작하였다.

#### SSL Buss Compressor
dbx가 야심차게 발표한 160시리즈로 폭발적인 인기를 얻고 있을 무렵 새로운 레코딩 콘솔 업계의 강자로 떠오른 Solid State Logic 사는 G 시리즈 콘솔을 발표하면서 마스터 섹션에 장착된 쿼드 컴프레서도 공개하였는데 그것이 바로 FX 384이다. 흔히들 SSL G콘솔 Buss Compressor 라고 알려져 있다. 재미있게도 이 FX384야말로 dbx의 VCA 기술이 제대로 응용된 제품이었다. 160과 동일한 202 VCA를 사용한 FX384는 정확도도 정확도이지만 전체 믹스를 타이트하게 어우르는 효과가 좋아서 믹스 버스를 컨트롤하는 대표적인 컴프레서로 떠오르게 되었다. 그러나 애초에 SSL은 랙형 장비보다는 콘솔 생산에만 집중하는 업체였고 별도의 랙형으로 출시된 Logic FX G384가 금세 단종되었다. SSL만의 타이트한 믹스버스 컴프레싱을 위해서는 레코딩 콘솔을 SSL로 정할 수 밖에 없는 상황이었다.
90년대 초반 이러한 상황을 처음으로 타개시킨 제품이 출시되었다. 한 때 SSL의 기술 엔지니어였던 Alan Smart가 독립해서 차린 소규모의 Smart Research 사에서 출시한 C1이었다. C1은 최초의 SSL Buss 의 복각제품이었다. 초기 C1은 VCA및 각종 회로와 부품들의 대부분이 FX384와 같은 사양으로 제작되었다. 공룡과도 같은 SSL 콘솔을 사용하지 않았던 수많은 중소 스튜디오는 Smart Research 의 컴프레서를 장만하기 시작했고 지금도 대부분의 라지 콘솔리스 프로젝트 스튜디오에는 C1이나 C2가 박혀있는 모습을 볼 수 있다. 이후에 콘솔시장의 위기를 느낀 SSL이 SuperAnalogue라는 이름으로 랙형 장비를 발표하면서 Xlogic G series Compressor 도 발표되었지만 오리지널 4000G 레코딩 콘솔의 FX384와는 VCA 칩도 다르고 소리도 다소 밝아지는 등 오리지널 유저들에게 콘솔 버스 사운드같지는 않다는 평을 받고 있다.
VCA 방식의 컴프레서들을 나열하자면 부티끄 VCA 컴프인 Vertigo Sound VSC-2는 4개의 VCA를 장착하고 모든 부품을 디스크릿(discrete) 방식으로 제작하여 사운드의 고급화를 꾀하는 모델이다. dbx 160SL 은 dbx 한 때의 명성을 되찾고자 모든 부품의 사양을 최고급화하고 수많은 컨트롤을 집약하여 만든 플래그십 VCA 컴프레서이다. Dramastic Audio Obsidian 컴프레서는 FX384의 복각기종이며 API 2500은 미국 레코딩 콘솔 업체인 API가 소형 랙 장비들을 출시하면서 기존 225L VCA 컴프레서 회로를 바탕으로 여러 가지 검출모드와 리덕션 모드 선택 가능성을 포함시켜 개발한 다목적 버스 컴프레서이다. SSL 버스 컴프레서의 회로 디자인이 워낙 출중해 누구나 쉽게 구할 수 있는 부품으로 제작이 가능했는데 그 결과 SSL 버스 컴프레서는 역사상 모든 컴프레서 중 가장 수제작이 활발하게 일어나는 모델이 되었다.

## 같이 보기
- 1176 피크 리미터
- LA-2A 레벨링 앰플리파이어

## 참고 문헌
- Mike Senior. (2009). Classic Compressor. Sound On Sound September. 2009.
- Robert Boylestad and Louis Nashelsky (1996). Electronic Devices and Circuit Theory, 7th Edition. Prentice Hall College Divis
- Robert S. Symons (1998). "Tubes: Still vital after all these years". IEEE Spectrum 35 (4): 52–63. doi:10.1109/6.666962
- Tyler, Don. Music of the Postwar Era. Greenwood. pp. 39, 217â218. ISBN 0-313-34191-5.
- AES Journal, Vol. 37, No. 9, September 1989. An Afternoon With: Bill Putnam (1980)
- Dave derr (1996). about us. Empirical labs.